# Stefano d'Aumale
Stefano d'Aumale o Stefano di Troyes, in francese Étienne d'Aumale (1070 circa – 1127 circa) fu conte di Aumale, dal 1082 circa e signore di Holderness, dal 1102 alla sua morte.

## Origine
Stefano, secondo il canonico e custode della chiesa di Aquisgrana, il cronachista della Prima Crociata, Alberto di Aquisgrana, era l'unico figlio del conte di Conte di Champagne (diciannovesimo conte di Troyes, decimo conte di Meaux) e di Vitry, conte di Aumale, in Normandia e conte d'Holderness in Inghilterra, Oddone III di Troyes, e della moglie, la contessa di Aumale, Adelaide di Normandia, come conferma Orderico Vitale, che era l'unica figlia femmina del Duca di Normandia, Roberto I il Magnifico e di una sua concubina, di cui non si conoscono né il nome né i nomi degli ascendenti, escludendo che fosse Herleva, la madre di Guglielmo il Conquistatore o il Bastardo, per cui Aeliz o Adelaide era la sorellastra di Guglielmo (secondo altri storici era sorella di Guglielmo il Conquistatore o il Bastardo, figli della stessa madre, Herleva).
Oddone III di Troyes, secondo il documento n° XLVI del Cartulaire noir de la cathédrale d'Angers era il nipote del suo tutore, il conte di Blois, Tours, Chartres, Châteaudun, Provins e Reims], Tebaldo III; quindi era figlio del conte di Conte di Champagne (diciottesimo conte di Troyes, nono conte di Meaux), Stefano II di Troyes e di Adele o Adelaide di cui non si conoscono gli ascendenti, ma che il documento n° 59, del 1090 circa, delle Chartes de Montiérender cita come madre (Adelaidis matris sue) di Oddone III conte di Troyes (Odo Trecassinus comes).

## Biografia

Blasone originale dei conti di Aumale.

Suo padre, Oddone, pare a seguito dell'omicidio di un nobile della contea di Champagne, si dovette rifugiare in Normandia e lo zio, il conte di Blois, Chartres, Châteaudun, Provins e Reims], Tebaldo III ne approfittò per appropriarsi dei titoli e delle terre di Oddone, che, all'incirca nel 1066, abdicò a favore dello zio Tebaldo che divenne anche conte, Tebaldo I di Champagne.
Nel 1060, suo padre Oddone, dopo il matrimonio con Adelaide di Normandia divenne conte di Aumale, per de iure uxoris.
Suo padre, Oddone che, nel 1066, aveva preso parte alla spedizione di suo cognato Guglielmo in Inghilterra, partecipato alla battaglia di Hastings, e a tutta la campagna di conquista dell'Inghilterra, dal cognato, Guglielmo venne ricompensato della perdita della contea di Champagne con la contea contea d'Holderness in Inghilterra, come ci conferma Orderico Vitale.
Dopo la morte della madre, Adelaide, 1082 circa, Stefano le subentrò nel titolo di conte di Aumale e governò la contea assieme al padre, Oddone.
In quel periodo, secondo Orderico Vitale, nella lotta per la successione al trono d'Inghilterra, tra Guglielmo II il Rosso ed il fratello, Roberto II, duca di Normandia, Stefano, si schierò con Guglielmo II.
Nel 1095, secondo il Florentii Wigornensis Monachi Chronicon, fu organizzato un complotto da Roberto di Mowbray, Conte di Northumbria, contro il re d'Inghilterra, Guglielmo II il Rosso, che prevedeva che Stefano salisse sul trono, dopo che il cugino, Guglielmo II il Rosso, fosse stato ucciso; ma dopo che Roberto di Mowbray era stato catturato con l'inganno, suo padre, Oddone, implicato nel complotto, nel 1096, fu catturato ed incarcerato e perse la contea d'Holderness in Inghilterra, mentre Stefano riuscì a riparare nella contea d'Aumale, in Normandia, governata dal duca, Roberto II, sempre in guerra con il fratello, Guglielmo II il Rosso.
Nel 1096, Stefano fece una donazione in suffragio delle anime della madre, Adelaide e dello zio, Guglielmo I, come ci viene confermato dal documento n° XV delle Instrumenta della Gallia christiana, in provincias ecclesiasticas distributa.
Guglielmo di Tiro che è stato arcivescovo della città di Tiro, nell'odierno Libano, nel suo Historia rerum in partibus transmarinis gestarum, ci informa che Stefano fu al seguito di Roberto II e del cugino, Stefano II di Blois, alla prima crociata, dove nel 1097, secondo il canonico e custode della chiesa di Aquisgrana, il cronachista della Prima Crociata, Alberto di Aquisgrana partecipò all'assedio di Nicea.
Nel 1102, Stefano, riottenne la signoria di Holderness.
Secondo Orderico Vitale, Stefano che, nel 1104, si era schierato col re d'Inghilterra, Enrico I, contro il fratello, il duca di Normandia, Roberto II, nel 1118, fu tra coloro che si schierarono a favore del figlio di Roberto II, Guglielmo Cliton, contro Enrico I.
Di Stefano non si conosce la data esatta della sua morte, morì dopo il 1127.

## Matrimonio e discendenza
Stefano aveva sposato Hawise di Mortimer, figlia del signore di Saint-Victor-l'Abbaye e di WIgmore (Herefordshire), Rodolfo di Mortimer, e della moglie, Melisenda.
Stefano da Hawise ebbe sette figli:
- Guglielmo il Grosso († 1179), conte d'Aumale[15];
- Stefano;
- Enguerrand;
- una figlia di cui non si conosce il nome, sposa di Riccardo di Gerberoy ;
- Adele, sposa di Roberto II Bertrand, signore di Briquebec e poi di Ingelger di Bohun ;
- Matilde, sposa di Gerardo di Picquigny (o Pinkeny) ;
- Agnese, sposa di Adamo di Bruce, signore di Skelton e poi di Guglielmo II di Roumare

### Fonti primarie
- (LA)  Gallia Christiana, Vol. XI.
- (LA)  Cartulaire noir de la cathédrale d'Angers.
- (LA)  Chronique de Robert de Torigni, abbé du Mont-Saint-Michel, vol I.
- (LA)  Historia rerum in partibus transmarinis gestarum.
- (LA)  Ordericus Vitalis, Historia Ecclesiastica, vol. II, liber III -V.
- (LA)  Ordericus Vitalis, Historia Ecclesiastica, vol. II.
- (LA)  Rodulfus Glaber Cluniacensis: Historiarum Sui Temporis Libri Quinque.
- (LA)  Ordericus Vitalis, Historia Ecclesiastica, vol. unicum.
- (LA)  Chartes de Montiérender.
- (LA)  Florentii Wigornensis Monachi Chronicon.
- (LA)  HISTORIA HIEROSOLYMITANAE EXPEDITIONIS.
- (LA)  Regesta Regum Anglo-Normannorum, vol. III.

### Letteratura storiografica
- William John Corbett, "L'evoluzione del ducato di Normandia e la conquista normanna dell'Inghilterra", cap. I, vol. VI (Declino dell'impero e del papatp e sviluppo degli stati nazionali) della Storia del Mondo Medievale, 1999, pp. 5–55.
- William John Corbett, "Inghilterra, 1087-1154", cap. II, vol. VI (Declino dell'impero e del papatp e sviluppo degli stati nazionali) della Storia del Mondo Medievale, 1999, pp. 56–98.